# سوبر محصل (مسلسل)
سوبر محصل، هو مسلسل كوميدي سعودي من تأليف ثامر الصيخان وتمثيل اسعد الزهراني وطارق الحربي وعبد العزيز المبدل وميس كمر ونيرمين محسن.

## القصة
أحداث المسلسل التي تحكي عن شخص ” سعد محصل” الضعيف، بحيث يتحول من شخص عادي يعمل في شركه “تقسيط” إلى بطل ذو قوة خارقة يواجه الآخرين بطريقة الأفلام الهندية، بعد ذلك يعود لشخصيته الأصلية فلا يتذكر شيئا مما فعل ما يوقعه في مواقف طريفة

## بطولة
- اسعد الزهراني
- طارق الحربي
- ميس كمر
- عبد العزيز المبدل
- نرمين محسن
- المهرة